# Knaresborough Castle
Knaresborough Castle är en slottsruin i England. Den ligger i Knaresborough i grevskapet North Yorkshire, 290 km norr om huvudstaden London. Närmaste större samhälle är Harrogate, 4 km väster om Knaresborough Castle. 
Slottet uppfördes i början av 1100-talet och förstördes i samband med engelska inbördeskriget på 1640-talet. 